# Tűzfarkú pinty
A tűzfarkú pinty (Stagonopleura bella) a madarak osztályának verébalakúak (Passeriformes) rendjébe és a díszpintyfélék (Estrildidae) családjába tartozó faj.

## Rendszerezése
A fajt John Latham angol ornitológus írta le 1801-ben, a Loxia nembe Loxia bella néven. Sorolták a Emblema nembe Emblema bella néven is.

## Alfajai
- Stagonopleura bella bella – (Latham, 1802)
- Stagonopleura bella samueli – (Mathews, 1912)
- Stagonopleura bella interposita – (Schodde & Manson, 1999[2]

## Előfordulása
Ausztrália délkeleti részén és Tasmania szigetén honos. Természetes élőhelyei a szubtrópusi és trópusi nedves cserjések, valamint vidéki kertek. Állandó, nem vonuló faj.

## Megjelenése
Testhossza 11 centiméter, testtömege 11–16 gramm.
|  |  |

## Életmódja
Elsősorban fűmagokkal táplálkozik.

## Szaporodása
Párzási időszaka szeptember és január közé esik. Fészekalja 4-8 tojás, melyen 20 napig kotlik.

## Természetvédelmi helyzete
Az elterjedési területe nagyon nagy, egyedszáma pedig stabil. A Természetvédelmi Világszövetség Vörös listáján nem fenyegetett fajként szerepel.